# Peter Barlow
Peter Barlow (Norwich, 1776 – Woolwich, 1862) è stato un matematico inglese.

## Biografia
Matematico e fisico inglese, studiò i fenomeni elettromagnetici. Fu professore di matematica alla Royal Military Academy di Woolwich. Oltre a numerosi trattati di matematica si interessò di astronomia e migliorò la costruzione di obiettivi acromatici per telescopi, inventando la lente di Barlow. Compì importanti studi sul magnetismo e determinò il modo per compensare l'azione delle masse metalliche delle navi sulle bussole. Propose la ruota che reca il suo nome, un semplicissimo motore elettrico. Si occupò inoltre di problemi relativi all'ingegneria ferroviaria.

## Opere

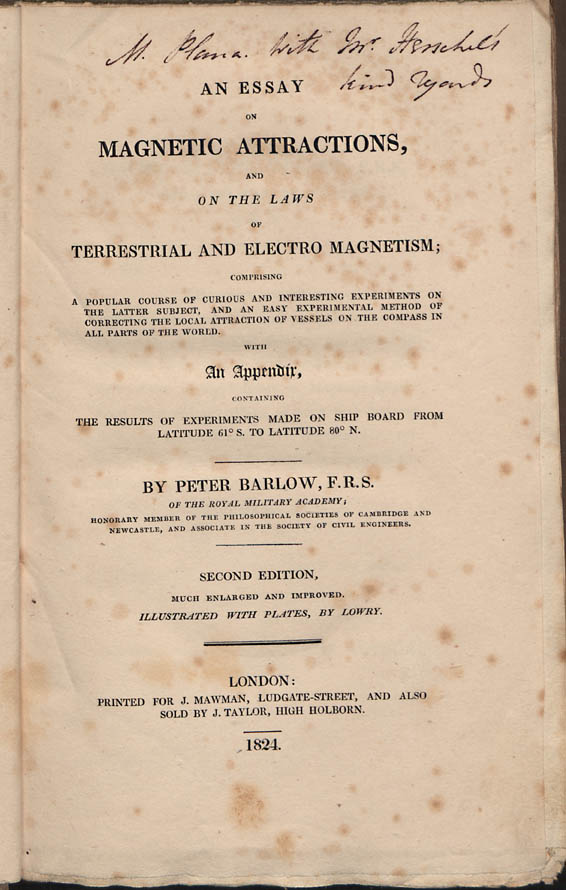
Essay on magnetic attractions, and on the laws of terrestrial and electro magnetism, 1824

- Elementary Investigation of the Theory of Numbers, 1811.
- New Mathematical and Philosophical Dictionary, 1814.
- Essay on the Strength and Stress of Timber and other Materials, 1817.
- Essay on Magnetic Attractions, 1820.
  - (EN) Essay on magnetic attractions, and on the laws of terrestral and electro magnetism, London, Joseph Mawman, 1824.